# Johnlock

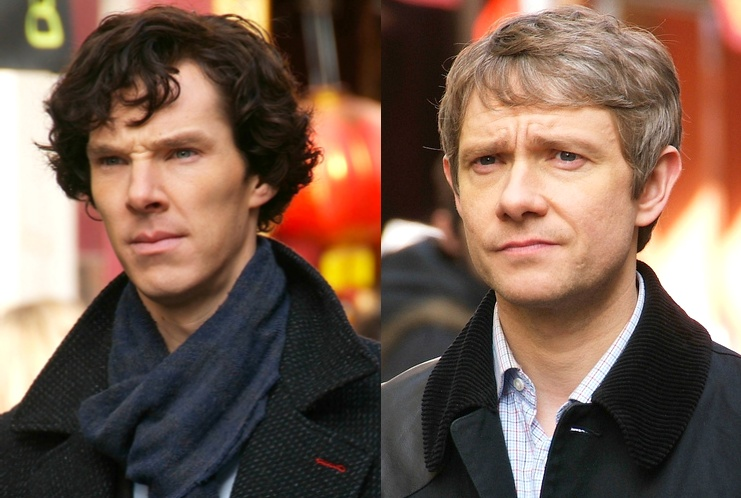
Benedict Cumberbatch (izquierda, como Sherlock) y Martin Freeman (derecha, como Watson), durante el rodaje de Sherlock.

Johnlock (también Sherlock Holmes/John Watson o Sherlock/John) es el nombre del fandom para la pareja romántica hipotética, o «ship», entre los personajes de la serie de televisión Sherlock, Sherlock Holmes y John Watson.

## Antecedentes
Sherlock, un programa de televisión de la BBC que se emitió por primera vez en 2010, es una adaptación moderna de las historias de Sherlock Holmes de Arthur Conan Doyle. Se centra en Holmes, interpretado por Benedict Cumberbatch, y John Watson, interpretado por Martin Freeman.
Las lecturas queer de Sherlock Holmes preceden a Sherlock de 2010. La película de 1970 The Private Life of Sherlock Holmes, por ejemplo, implica fuertemente que Holmes es gay. Esta adaptación es una de las películas favoritas del showrunner de Sherlock, Mark Gatiss, y ha dicho que cree que Holmes en la película está enamorado de Watson.
En Strangers - Homosexual Love in the Nineteenth Century, el autor Graham Robb argumentó que el Holmes original de Doyle estaba catalogado como gay y tenía un «estilo de vida claramente homosexual». La experta en fandom Anne Jamison, en su libro Fic: Why Fanfiction is Taking Over the World, cita a un fan anónimo que describe a Sherlock Holmes como el «primer fandom de la historia» y a Holmes/Watson como «el primer slash ship que navegó por los siete mares».

## El emparejamiento
En 2018, aproximadamente la mitad de las más de 116 000 obras de Sherlock en el popular sitio de fanfiction Archive of Our Own (AO3) estaban etiquetadas como Sherlock Holmes/John Watson, donde la barra indica una relación romántica. A partir de 2022, Johnlock fue la segunda pareja más popular en AO3, después de Castiel / Dean Winchester («Destiel») de Supernatural. Ese mismo año, fue la 72.ª pareja en términos de nuevas obras añadidas, lo que refleja una disminución significativa en la actividad del fandom desde que se emitió el programa. El shippeo de Johnlock fue más destacado durante la temporada 2010-2017 del programa.
Lo más común es retratar a Sherlock como gay y a John como bisexual, aunque hay muchas otras interpretaciones. Sherlock, que afirma estar «casado con su trabajo», a veces es interpretado como asexual o arromántico.
Cassandra Collier analiza el fanfiction de Johnlock como una forma de «subvertir las normas sociales del deseo y la sexualidad» y evitar la homonormatividad en la que suelen caer otras relaciones slash. Los fanfictions de Johnlock a menudo enmarcan su relación como «fijación u obsesión», lo que crea relaciones menos saludables. La perspectiva de Holmes se utiliza a menudo para desfamiliarizar las relaciones románticas, mientras que Watson es un personaje más convencional cuya narrativa a menudo implica complicar esta convencionalidad.

## Fandom
Los fanes de Johnlock suelen ser «jóvenes, mujeres, queer y neurodivergentes». El fandom de Johnlock creció en gran medida en el sitio de redes sociales Tumblr, mientras que los fanáticos de Sherlock en otros sitios tendían a ser más resistentes a la idea de una relación romántica entre los personajes.
El poeta Richard Siken ha escrito fanfiction sobre Johnlock. La primera novela publicada de la autora de romances Kara Braden, The Longest Night, fue una versión revisada de su fanfiction sobre Johnlock «Northwest Passage», con el romance central cambiado a uno heterosexual y «los números de serie eliminados».
Algunos seguidores de Johnlock acosaron a Amanda Abbington, quien interpretó al interés amoroso y esposa de John en la tercera temporada. Recibió amenazas de muerte de fanes enojados.

### The Johnlock Conspiracy
Algunos fanáticos creyeron que la lectura romántica fue intencionada por los creadores del programa, Steven Moffat y Mark Gatiss, una teoría conocida como The Johnlock Conspiracy (TJLC, «La conspiración Johnlock»). Esta teoría ganó prominencia en el sitio de redes sociales Tumblr después del lanzamiento de la tercera temporada del programa en 2014. Ambos showrunners lo han negado, favoreciendo en cambio interpretaciones explícitamente heterosexuales. Los showrunners han sido acusados repetidamente de practicar queerbaiting.
Los fanáticos de TJLC se basaron en lecturas minuciosas del programa y entrevistas con el elenco y el equipo para respaldar su argumento. Las pruebas que han utilizado los fanes incluyen a Sherlock y John siendo confundidos repetidamente con una pareja, la trama supuestamente incoherente de las temporadas tres y cuatro que los fanes afirmaron que solo tenía sentido con una lectura romántica, un informe de la BBC sobre su interés en desarrollar contenido LGBT, y «la afición del escenógrafo [de la serie] por los elefantes», que los fanes de Johnlock consideraban un símbolo codificado del «elefante en la habitación» del amor de John y Sherlock el uno por el otro. El alcance de las teorías se ha atribuido en parte a las pausas de dos años entre temporadas, lo que dio a los fanáticos un largo período de tiempo para desarrollar sus teorías sin nuevo material fuente. Se sabía que los showrunners mentían para evitar el destripe, lo que contribuyó a que algunos fanáticos desestimaran sus negaciones de una relación romántica entre John y Sherlock.
Algunos fanes de Sherlock, incluyendo algunos que apoyan a Johnlock, detestan profundamente a TJLC, calificándolo como «de secta» y «loco». TJLC ha sido criticado por acoso y doxing de otros fanes. El experto en cultura pop E. J. Nielsen sostiene que el cambio de la cultura fandom de LiveJournal a Tumblr, y en menor medida a Twitter, contribuyó a la difusión de TJLC y al acoso que sufrieron los fanes que no eran de TJLC por parte de los fanes de TJLC.
Los fanáticos que creían en TJLC se convencieron tanto de que la cuarta temporada terminaría con Johnlock incluido en el programa que, después de que se transmitiera el episodio final de la temporada, comenzaron a esperar un cuarto episodio secreto, incluso viendo la miniserie no relacionada Apple Tree Yard con la esperanza de que fuera el «verdadero» episodio final. Algunos fanáticos informaron problemas de salud mental luego de su decepción con la cuarta temporada.

## Acusaciones dequeerbaiting
Tanto los miembros del fandom de Sherlock como los críticos académicos han argumentado que el programa incurre en una forma de queerbaiting: implicando una relación queer entre Sherlock y John en el programa sin mostrarlo explícitamente, y al mismo tiempo negándolo en los comentarios de los showrunners y los actores. Los personajes del programa confunden repetidamente la relación de Sherlock y John con una romántica, lo que Watson niega con creciente frustración o enojo.
Martin Freeman, que interpreta a John Watson, ha descrito la serie como «la historia más gay en la historia de la televisión», mientras que en otro momento negó que interpretara a Watson como si tuviera un interés romántico en Holmes. Gatiss ha dicho que «la ambigüedad es lo interesante» de la naturaleza de la relación entre Holmes y Watson. Moffat, Gatiss y los actores han expresado su frustración por el hecho de que los fanes interpreten la relación entre los protagonistas como algo que no sea platónico.
Sherlock es uno de los ejemplos más destacados de medios acusados de queerbaiting, y una de las principales fuentes de investigación académica sobre queerbaiting.